# Жидкостная пружина
Жидкостная пружина — механическое устройство, выполняющее функцию пружины, в котором упругим элементом служит жидкость.

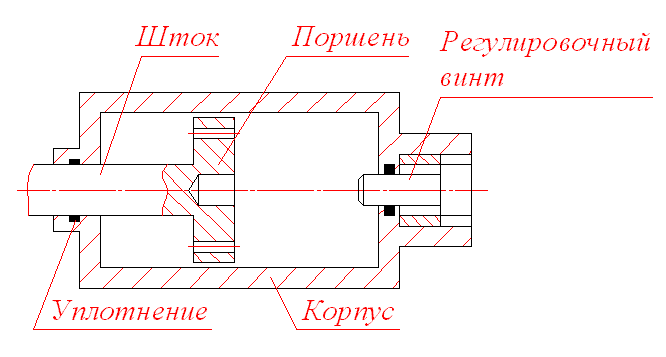
Конструктивная схема жидкостной пружины

Принцип действия жидкостной пружины состоит в следующем. При движении поршня вправо (см. рисунок) жидкость сжимается, поскольку часть объёма вытесняемой из поршневой полости жидкости занимает шток. Когда усилие на штоке уменьшается, жидкость расширяется и поршень движется влево.
Усилия на штоке в жидкостной пружине достаточно велики, поскольку жидкости обладают весьма малой сжимаемостью; давления жидкости достигают сотен МПа.
Иногда для обеспечения большего хода штока жидкостные пружины изготавливают с двумя штоками (разного диаметра).
Преимуществом жидкостных пружин является простота обеспечения первоначальной затяжки пружины (это осуществляется с помощью регулировочного винта).
Недостатком пружин данного типа является большой нагрев при работе.
Жидкостные пружины применяются в качестве мощных амортизаторов в самолётных шасси, в системах импульсного гидропривода и др.